# Mondo TV
Pour les articles homonymes, voir Mondo et TV (homonymie).
Mondo TV, appelée aussi Mondo World, est une société de production et d'animation italienne. Créée par Orlando Corradi en 1985 et basée à Rome, elle est connue notamment pour ses séries comme Simba, le roi lion ou Gormiti, le film À la recherche du Titanic en 2004 ou pour ses co-productions japonaises dans les années 1990 : La Légende de Zorro, La Légende de Blanche-Neige…
L'ensemble des productions est visible sur les deux chaines Youtube Mondo World Fr et Cartoon Channel.

## Histoire
En 1964, Orlando Corradi et Kenichi Tominaga fondent DEA S.n.c. avec laquelle ils obtiennent les droits de plusieurs séries télévisées d'animation japonaises afin de les diffuser en Italie et en Europe. Ensuite, Corradi et Tominaga créent DORO TV Merchandising en 1979 et Italian TV Broadcasting S.r.l. en 1980. Ces deux entreprises s'occuperont aussi de la diffusion de séries d'animation mais sur des médias différents.
En 1985, Orlando Corradi fonde Mondo TV afin de produire ses propres séries télévisées inspirées de l'animation japonaise, dont les scénarios sont majoritairement inspirés des contes passés dans le domaine public.
Dans les années 1990, Mondo TV s'est distinguée par ses co-productions japonaises. On peut noter des collaborations avec le studio Nippon Animation (Le Livre de la jungle, Christophe Colomb), Ashi Productions (La Légende de Zorro) ou encore Tatsunoko Production (Les Aventures de Robin des Bois, La Légende de Blanche-Neige, Cendrillon).
En 2006, Ève Baron-Charlton fonde Mondo TV France, la filiale française du groupe. Depuis, Mondo TV France a produit de nombreuses séries d'animation pour les enfants, en commençant par Lulu Vroumette et ses 3 saisons produites entre 2010 et 2014, qui a été un programme précurseur dans l’accompagnement des enfants dans la découverte et l’émerveillement face à la Nature. Est venu ensuite Sherlock Yack, qui a été l’une des premières séries d’investigation interactive, puis Marcus Level, avec qui les enfants ont pu plonger dans l’univers du jeu vidéo, jusqu’alors peu exploré en série d’animation, avant de faire un voyage dans le temps en compagnie de Rocky Kwaterner, le garçon des cavernes qui découvre le XXIe siècle. En 2022, Mondo TV France lance Disco Dragon sur France Télévision, une série dans laquelle la musique aide les enfants à grandir et à gérer leurs émotions.
Mondo TV SpA et Mondo TV France entrent en co-production en 2021, et produisent ensemble Grisù le petit dragon qui rêve de devenir pompier, une adaptation de la série originale de 1970 crée par Nino et Toni Pagot. La nouvelle série en 3D sera diffusée en 2023 en Italie (Rai) et en Allemagne (ZDF). En 2020,Mondo TV SpA sort les MeteoHeroes, une série d'animation qui se base sur la protection de la planète,coproduite par Mopi et IconaMeteo. Elle a ete diffusée en France sur Piwi+ et Canal+kids à partir de 2020.

## Filmographie

### Téléfilms
- 1999 : La Légende du Titanic
- 2000 : Le Prince des Dinosaures
- 2000 : Jésus : Un royaume sans frontières
- 2004 : À la recherche du Titanic
- 2004 : Turandot
- 2004 : Mère Théresa
- 2004 : Gengis Khan
- 2005 : Felix : Tout autour du Monde
- 2006 : Padre Pio
- 2006 : Sainte Catherine
- 2006 : Felix 2
- 2006 : Alexandre le Grand
- 2007 : Karol
- 2007 : Noël à New-York
- 2007 : Welcome Back Pinocchio
- 2007 : Ramsès
- 2008 : Barberbieni
- 2008 : Saint Antonin
- 2008 : La Montagne enchantée
- 2008 : Le Chemin de Josemaría
- 2009 : Le Voyage de J.M. Escrivà
- 2009 : Prince Moon and Princess Sun
- 2011 : The Queen of the Swallows

### Séries télévisées
- 1989 - 1990 : Le Livre de la jungle
- 1990 : Christophe Colomb
- 1990 - 1991 : Les Aventures de Robin des Bois
- 1992 : La Légende de Blanche-Neige
- 1995 : Simba, le roi lion
- 1996 : La Légende de Zorro
- 1996 : Cendrillon
- 1996 : Jésus : Un royaume sans frontières
- 1997 : Super Little Fanta Heroes
- 1997 : Simba Junior to the World Cup
- 1998 : Pocahontas
- 1997 : L'Ancien Testament
- 1997 : Simba Junior to the World Cup
- 1998 : Sandokan: The Tiger of Malaysia
- 1998 : Albert le Loup
- 1999 : Le Corsaire Noir
- 1999 : Au nom de Jésus
- 1999 : Brother Fire
- 1999 : Le Grand Livre de la nature
- 1999 : Toy Toons
- 1999 : La Belle au bois dormant
- 1999 : Aventures d'insectes
- 2000 : Dog's Soldier
- 2000 : Sandokan 2
- 2003 : Turtle Hero
- 2003 : Letters from Felix
- 2003 : The Spaghetti Family
- 2004 : Le Dernier des Mohicans
- 2004 : Les Nimbols
- 2004 : Winner and the Golden Child
- 2004 : Spartacus
- 2004 : Farhat le prince du désert
- 2004 : Monstres et Pirates
- 2004 : Sandokan 3
- 2008 : Gawayn
- 2009 : Kim
- 2009 : Jurassic Cubs
- 2009 : Gladiators
- 2009 : Les Amis d'Angel
- 2010 : Fantasy Island
- 2010 : Puppy in my Pocket
- 2011 : Virus Attack
- 2011 : Bondi Band
- 2011 : Sherlock Yack
- 2011 : Farhat 2
- 2012 : Playtimes Buddies
- 2012 : Partidei
- 2012 : Trash Pack
- 2012 : Dinofroz
- 2012 : Magic Sport 2
- 2012 : Ants
- 2012 : Le Petit Ours
- 2012 : Beast Keeper
- 2012 : Gormiti: Le Pouvoir de la Nature
- 2012 : Power Buggz
- 2015 : Sissi : La jeune impératrice
- 2016 : Eddie est un yéti
- 2017 : YooHoo & Friends
- 2018 : Gormiti: The Legend Awaits
- TBA : Tinbots (en coproduction avec La Chouette Compagnie, Federation Kids and Family, Grid Animation et Norddeutscher Rundfunk)

## Filiales
La société possède trois filiales qui ont pour objectif de produire ses films à l'étranger :
- Mondo TV France ;
- Mondo TV Suisse ;
- Mondo TV Iberoamerica.